# 吉庆街
吉庆街是位于汉口江岸區大智路的一条街道，全長170米，以其大排擋文化聞名，有“早尝户部巷，夜吃吉庆街”之说。
每天晚上有一些街边饭馆在路边支起饭桌，主营有武汉特色菜肴，原本是武汉人吃宵夜的场所，如今主要是外地遊客光顧。
作家池莉的小说《生活秀》及后来霍建起根据此小说拍摄的同名电影《生活秀》（陶红、陶泽如主演）使这条街道声名远播。